# Steve Maish
Stephen Maish (* 22. November 1963 in Southend-on-Sea) ist englischer ehemaliger Dartspieler, der bei der Professional Darts Corporation (PDC) aktiv war. Sein Spitzname lautete Mr Magic.

## Karriere
Maish gab sein Fernsehdebüt bei den UK Open 2003, wobei er Vic Hubbard mit 5:0 besiegen konnte, dann aber gegen Steve Beaton verlor. 2004 folgte dann seine erste Teilnahme an der PDC-Weltmeisterschaft. Hier besiegte er den US-Amerikaner Tony Payne zum Auftakt und anschließend auch den erfahrenen Cliff Lazarenko. Gegen den gesetzten Wayne Mardle hatte er dann aber das Nachsehen. Er ließ seinen ersten PDC-Sieg bei einem UK Open Qualifier folgen. Bei den UK Open selbst hatte er Lospech und verlor gegen Phil Taylor.
2005 erreichte er das Finale des Irish Masters, verlor dieses allerdings gegen James Wade. Bei den UK Open 2005 schied er gegen Andy Hayfield aus und verpasste die Qualifikation für das Las Vegas Desert Classic und den World Grand Prix. Bei der Weltmeisterschaft 2006 war er aber wieder dabei, unterlag aber dem Schotten Jason Clark. Er erreichte dann jeweils das Finale der UK Open North West Regional und den Antwerp Open, verlor aber gegen Alan Tabern und Terry Jenkins. Maish gelang es dann bis in die vierte Runde der UK Open 2006 vorzudringen, wobei er unter anderem Colin Osborne besiegte. Gegen Colin Lloyd zog er jedoch den Kürzeren.
Beim World Matchplay 2006 konnte er sich bei Lloyd revanchieren und ihn in der ersten Runde besiegen. Lloyd war bei dem Turnier als Titelverteidiger gestartet. Maish verlor dann aber gegen Chris Mason. Vor Beginn der Weltmeisterschaft 2007 wurde Maish nicht sonderlich viel zugetraut, da er sich in einem Formtief befand. Dies sollte sich auch bewahrheiten, denn er verlor gegen den südafrikanischen Qualifikanten Wynard Havenga. Maish ließ dann eine Erstrundenniederlage bei den UK Open gegen den Kanadier Dan Olson folgen. Dennoch gelang es ihm sich erstmals für das Las Vegas Desert Classic qualifizieren. Hier verlor er aber direkt gegen John Part.
Bei der PDC-Weltmeisterschaft 2008 konnte er sich gegen den ehemaligen Weltmeister Dennis Priestley durchsetzen. Gegen Tony Eccles war dann aber Schluss. Bei der Auflage von 2009 verlor er zum Auftakt chancenlos gegen Denis Ovens. Bei den US Open erreichte er sein zweites Major-Achtelfinale, unterlag hier Robert Thornton.
Als einer der Top 101 Spieler der Order of Merit erhielt er 2011 eine Tourkarte und konnte diese bis 2012 halten. Maish versuchte danach noch mehrere Male erfolglos sich für eine Tour Card zu qualifizieren. Bis 2017 war er noch regelmäßig auf der Challenge Tour aktiv.

## Privates
Am 5. Dezember 2017 wurde Maish wegen Beihilfe zur Steuerhinterziehung zu einer zweijährigen Gefängnisstrafe verurteilt. Es ging um 2,4 Millionen Pfund und es gab fünf weitere Angeklagte.

## Weltmeisterschaftsresultate

### PDC
- 2004: 3. Runde (2:4-Niederlage gegen  Wayne Mardle)
- 2006: 1. Runde (2:3-Niederlage gegen  Jason Clark)
- 2007: 1. Runde (2:3-Niederlage gegen  Wynard Havenga)
- 2008: 2. Runde (3:4-Niederlage gegen  Tony Eccles)
- 2009: 1. Runde (0:3-Niederlage gegen  Denis Ovens)
- 2010: 1. Runde (1:3-Niederlage gegen  Co Stompé)
- 2011: 1. Runde (0:3-Niederlage gegen  Mark Webster)

## Titel

### PDC

#### Pro Tour
- UK Open Scottish Regional Finals: 2004

### Sonstige
- Sheppey Classic: 2008